# アオホソメテンジクザメ
アオホソメテンジクザメ Brachaelurus colcloughi はテンジクザメ目に属するサメの一種。シロボシホソメテンジクザメとともにホソメテンジクザメ科を構成する。稀種で、オーストラリア北西部沿岸の浅瀬に生息する。体は頑強で、頭部には1対の髭を持つ。胸鰭は大きく、背鰭は体の後方に位置する。臀鰭と尾鰭の間には間隔がある。76cm程度になる。幼体は白黒の縞模様だが、成体は褐色となる。
水上では眼を閉じる。底生の無脊椎動物などを獲物とする。無胎盤性の胎生で、一度に6-7匹の仔魚を産む。IUCNは保全状況を危急種としている。

## 分類
1908年、オーストラリアの魚類学者w:James Douglas Ogilbyによって Proceedings of the Royal Society of Queensland において記載された。この時与えられた学名は Brachaelurus colcloughi で、種小名は彼の友人 John Colclough に由来する。記載にはクイーンズランド州のモートン湾から得られた、約46cmの2個体の未成熟雄が用いられたが、その後、その1つは失われている。
1940年、Gilbert Percy Whitleyは最初のイラストを発表したが、顎の中央の溝が描かれていないなど、多少の不正確な点があった。クイーンズランド博物館が新たな標本を入手するまで、本種とシロボシホソメテンジクザメを別属とするか同属とするかについては大きな分類的混乱があった。現在、Heteroscyllium は Brachaelurus のシノニムとされている。

## 分布
稀種であり、オーストラリア北東岸、グラッドストン (クイーンズランド州)からバリナ (ニューサウスウェールズ州)まで分布する。多くの記録はモートン湾からのものである。ヨーク岬半島からも極少数の報告があり、グレートバリアリーフの領域に更に広く分布している可能性もある。底生で、100m以浅で見られるが、通常は6mより浅い場所で見つかる。柔らかな底質に生息し、沈船の周辺からも報告がある。

## 形態
体は頑強で、頭部は少し縦扁し長い。吻は丸く、横からは楔型に見える。眼は大きく楕円形で、頭部の上方に位置する。その下には強い隆起線があり、その後ろには丸い噴水孔がある。鼻孔には1対の長い髭があり、その半分程度の長さの後鼻弁とともに鼻孔を取り巻いている。鼻孔からは1対の溝が伸び、小さくほぼ直線状の口につながる。歯列は上顎で32–34、下顎で21–29。各歯は垂直に立った錐状の尖頭を持ち、その横には2対の小尖頭が並ぶ。鰓裂は5対で短く、第4・第5鰓裂は他より近接する。
胸鰭は腹鰭より大きく、共に幅広く丸い。背鰭も丸みを帯び、第一背鰭はかなり後方、腹鰭の基部あたりから起始する。第二背鰭は第一よりかなり小さい。臀鰭は第一背鰭の半分以下の大きさで、その先端はちょうど尾鰭の基部に接する。尾鰭は低くて長く、全長の1/4に達する。下葉はなく、上葉の先端付近に強い欠刻がある。皮歯は滑らかで細かく、重なり合わない。成体の背面は灰色から黄褐色で、腹面は白い。背面には鞍状に、背鰭には斑点状に微かに白い部分が存在する。幼体は白地に黒い横縞という、目立つ配色である。76cm程度になる。

## 生態
シロボシホソメテンジクザメと同様、水上では下瞼を閉じることができる。底生の小さな無脊椎動物・硬骨魚を餌とする。無胎盤性の胎生で、胎児は発生初期に卵鞘を脱ぎ捨てて卵黄嚢の栄養で成長する。産仔数は6-7、出生時は17-18cmになる。

## 人との関連
人に危害は加えない。商業漁業や遊漁で混獲されることがある。少数の、特に幼体が、体色が魅力的であることからアクアリウムでの飼育目的に最終・取引されている。おそらく飼育環境にはよく適応する。分布域が狭く人口密集地に近接していること、稀種であることから、IUCNは保全状況を危急種としている。